# José Montealegre y Andrade
José Joaquin Guzmán de Montealegre y Andrade (Sevilla, 7 de marzo de 1692-Venecia, 16 de junio de 1771), marqués y, desde 1740, duque de Salas, llamado también marqués o duque de Montealegre, era un diplomático y político español.

## Biografía
En 1731 recibió el encargo del ministro José Patiño de acompañar al infante de España don Carlos, hijo de Felipe V y su segunda esposa Isabel de Farnesio, a Italia. Isabel reclamaba derechos en el Ducado de Parma y Piacenza, porque el último de los Farnesio no tenía herederos directos, y en el Gran Ducado de Toscana, donde la dinastía Medici, emparentada con los Farnesio, se encontraba sin herederos. En noviembre de 1731 Don Carlos, acompañado por Montealegre, llegó a Italia para tomar posesión de Parma y Piacenza, habiendo muerto entretanto Antonio Farnesio, y para ejercer un control preventivo sobre Toscana, en vida aún de Gian Gastone de' Medici. El estallido de la Guerra de Sucesión Polaca, en Francia y España se habían unido contra el imperio, constituyó la oportunidad para Carlos de Borbón de incluir los reinos de Nápoles y Sicilia, todavía separados, en el  «Reino de las Dos Sicilias», del que Montealegre fue el primer secretario de Estado. El ejecutivo del nuevo reino estaba en manos de otro diplomático español que también había acompañado a Carlos de Borbón a Italia: Manuel de Benavides y Aragón, conde de Santisteban, que era mayordomo mayor y contaba con ascendiente sobre el joven rey.
Tras el derrocamiento de Santisteban, gracias a una intriga palaciega llevada a cabo por cortesanos cercanos a la reina María Amalia  en agosto de 1738, el ejecutivo pasó a manos del primer secretario de Estado, Montealegre, que también era responsable de las relaciones exteriores, la guerra, la marina y la casa real. Como ministro de Marina, Montealegre fue responsable de la creación en 1735 de las fuerzas armadas napolitanas. Fue importante la política eclesiástica de Montealegre, claramente jurisdiccionalista. En 1740 fue elevado al rango de duque.
La independencia del reino quedó en duda hacia 1740 debido al estallido de la Guerra de Sucesión de Austria. Montealegre creía que la paz era más útil para la consolidación interna de la nueva monarquía; Sin embargo, el reino se vio arrastrado a la nueva guerra tanto por los españoles, que querían asegurar el ducado de Parma para Felipe de Borbón, el hermano menor de Carlos, como por los acontecimientos, cuando Austria afirmó una vez más sus pretensiones sobre el trono napolitano. 
Aparte de una expedición naval británica en el golfo de Nápoles en agosto de 1742, la defensa del reino tuvo éxito cuando en agosto de 1744 el ejército de Carlos derrotó al ejército imperial en la batalla de Velletri.
Montealegre, sin embargo, era considerado por la reina María Amalia de Sajonia y por su partido demasiado ligado a la política de Madrid y demasiado reformista. En la primavera de 1746, inmediatamente después de la muerte de Felipe V de España, Montealegre fue destituido y reemplazado en la secretaría de Estado por Giovanni Fogliani de Piacenza, que ocupó el cargo hasta 1755.
En 1749 Montealegre fue nombrado embajador de Nápoles y España ante la República de Venecia, cargo que ocupó hasta su muerte. Su funeral, en la iglesia de San Geremia donde está enterrado, estuvo acompañado de un Réquiem escrito para la ocasión por Andrea Luchesi.